# Natalina
Natalina ist der Name einer Gattung räuberisch lebender Schnecken aus der Familie Rhytididae in der Unterordnung der Landlungenschnecken (Stylommatophora), die im südlichen Afrika verbreitet sind. Als Fressfeind dem Menschen unerwünschter pflanzenfressender Schnecken ist vor allem die südafrikanische Art Natalina cafra bekannt.

## Merkmale
Das deutlich offen genabelte, konisch-halbkugelige, meist rippenstreifige Gehäuse der Schnecken in der Gattung Natalina verfügt über ein kräftiges grünliches bis grünlich braunes Periostracum, das den Saum der Gehäusemündung überragt. Die Kalkschicht ist jedoch sehr dünn und damit die Schale zerbrechlich. Das Schneckenhaus ist mäßig groß bis sehr groß und kann bis zu 75,5 mm Durchmesser erreichen. Der über 4 mm große Protoconch besteht typischerweise aus 1,25 Umgängen und ist oft durch eine Unregelmäßigkeit vom darauffolgenden Teleoconch abgegrenzt.
Die Zahnformel der Radula in der Gattung Natalina lautet 1+(5–9)+(10–30), wobei es bei ausgewachsenen Schnecken weniger als 3,5 Zahnreihen pro Millimeter gibt. So hat beispielsweise Natalina cafra 80 Zahnquerreihen auf einer etwa 58 mm langen Radula. Die äußersten Lateralzähne sind sehr groß, sämtliche Marginalzähne jedoch verkümmert, während es zwischen den Lateralzähnen und Marginalzähnen keine mittelgroßen Zähne gibt.
Die Labialpalpen sind wohl entwickelt. Der lange und zylindrische Penis befindet sich rechts vom Rückziehmuskel des rechten Augenfühlers. Der Epiphallos ist wohl entwickelt und macht ein Viertel bis die Hälfte der Penislänge aus. Epiphallos und unterer Vas deferens sind durch Bindegewebe mit dem Penis verbunden. Die Vagina ist lang, das Caecum des Eileiters wohl entwickelt. Die lange Suprapedaldrüse ist distal verknäuelt mit einem Endbläschen.

## Verbreitung und Vorkommen
Die Schnecken der Gattung Natalina sind im südlichen Afrika verbreitet. Sämtliche Arten sind Bodenbewohner und klettern nicht auf Bäume. Sie leben in feuchten Wäldern des südöstlichen Afrika unter Laubstreu und Totholz, während sie sich in Fynbos unter Sträuchern, Stauden und Felsen verbergen. Im Berggrasland (Tussock) leben sie unter Grasbüscheln und Farnpflanzen, in Karoo und ähnlichen Lebensräumen dagegen unter gefallenen Aloe-Pflanzen, unter Euphorbia-Sträuchern und anderem Gestrüpp. In nicht bewaldeten Gebieten bevorzugen die Schnecken Felsspalten mit Vegetation. In Trockenzeiten suchen die Schnecken noch besser geschützte Bereiche auf und graben sich auch, wenn möglich, unter die Erde. Dennoch bilden diese Schnecken kein Epiphragma aus. Sie sind fast ausschließlich nachtaktiv bei feuchtem, warmem Wetter. Verschiedene Arten der Gattung Natalina treten nicht sympatrisch auf.

## Lebenszyklus
Wie andere Lungenschnecken sind die Natalina-Schnecken Zwitter, die bei der Paarung ihr Sperma austauschen. Bei Natalina cafra, die bisher als einzige Art in Bezug auf Paarungsverhalten untersucht wurde, dauert der Geschlechtsverkehr einschließlich Vorspiel mit weniger als einer Stunde nur kurz. Dabei kriecht ein Sexualpartner auf das Haus des anderen und streichelt mit seinem Mund den Hals des anderen, der ihm den Kopf entgegenstreckt. Die Rollen können nach einem kurzen Sexualakt von kaum 10 Minuten getauscht werden. Da sich diese Raubschnecken jedoch nicht wie beispielsweise Weinbergschnecken und die meisten anderen Lungenschnecken von Fußsohle zu Fußsohle paaren, wird eine nur einseitige Begattung und Befruchtung mit männlicher und weiblicher Rolle als Regelfall vermutet, doch ist grundsätzlich auch in der Sexstellung auf dem Gehäuse eine gegenseitige Penetration der Penisse in die Vagina des Partners möglich.
Bald nach der Paarung legen im Idealfall beide Partner ihre Eier, die eine dünne Schale mit dicht gepackten Kalkkristallen haben und je nach Art 10 bis 16 mm lang und 8 bis 12 mm breit (Natalina cafra) oder auch etwa 7,2 mm lang und 5,5 mm breit (Natalina quekettiana) sein können. Auch die Festigkeit der Eierschale scheint zu variieren. Beim Schlüpfen der Jungschnecken ist neben dem Protoconch des Schneckenhauses bereits ein viertel Umgang des Teleoconchs ausgebildet.

## Ernährung
Die Schnecken der Gattung Natalina bevorzugen als Raubschnecken insbesondere andere gehäusetragende Schnecken als Beute, fressen aber auch Nacktschnecken und Regenwürmer. Das Opfer wird mit der aus dem Mund gestreckten Radula ergriffen und mithilfe der Radulazähne festgehalten und zerkleinert. Kleinere Gehäuseschnecken wie beispielsweise aus der Gattung Sheldonia Ancey, 1888 (Familie Urocyclidae) werden so aus der Schale gezerrt und als ganzes ins Maul der Raubschnecke gezogen. Ebenso werden auch Nacktschnecken und Regenwürmer recht schnell zunächst ganz verschlungen, um dann aber im Vorderdarm mit der Radula zerraspelt zu werden. Größere Gehäuseschnecken werden dagegen langsamer gefressen, wobei die Raubschnecke mit ihrer Radula Fleischstücke vom Opfer abreißt und immer weiter in dessen Gehäuse vordringt. Die Kalkschale der Beute wird genutzt, indem die Raubschnecke ihre Schwanzspitze in das leergefressene Gehäuse einführt oder um das gesamte Haus wickelt. So schleppt die Schnecke das Beutehaus an einen sicheren Ort, um es zu konsumieren. Das Calciumcarbonat wird aufgelöst und resorbiert. In ähnlicher Weise vermögen aber auch andere Lungenschnecken Kalkstein zu resorbieren.
Auf Grund ihrer Vorliebe für Schnecken als Beute werden die Natalina-Raubschnecken in Südafrika umgangssprachlich als cannibal snails („Kannibalenschnecken“) bezeichnet. Als Fressfeind eingeschleppter pflanzenfressender Schnecken sind Natalina cafra (common cannibal snail, die „Gemeine Kannibalenschnecke“) und andere Vertreter der Gattung beliebt.

## Systematik
Die Gattung Natalina wurde 1893 vom US-amerikanischen Malakologen Henry Augustus Pilsbry erstbeschrieben, ebenso wie die Familie Rhytididae, zu der sie gehört. Die bisher zu dieser Gattung gezählten Schneckenarten wurden 2010 von D. G. Herbert und A. Moussalli in die nunmehr verkleinerte Gattung Natalina sowie die neuen Gattungen Afrorhytida und Capitina eingeordnet. Natalina wird in die Untergattungen Natalina (Natalina) und Natalina (Tongalina) unterteilt.
Die nach Herbert und Moussali eingegrenzte Gattung Natalina umfasst folgende Arten:
Natalina (Natalina)
- Natalina beyrichi
- Natalina cafra
- Natalina quekettiana

Natalina (Tongalina)
- Natalina wesseliana